# Calumma fallax
Calumma fallax este o specie de cameleoni din genul Calumma, familia Chamaeleonidae, descrisă de Mocquard 1900. Conform Catalogue of Life specia Calumma fallax nu are subspecii cunoscute.